# Vía Gemina
La Vía Gemina era la calzada romana que unía Aquilea y Emona (actual Liubliana). Fue construida en 14 d. C. por la Legio XIII Gemina. El significado de su nombre deriva del hecho que comenzara en Aquilea como el «Camino Gemelo» de la Vía Postumia. 

## Historia
Según Tácito, Nauporto había sido saqueada por los constructores de carreteras en el año 14 d. C.

## Tramo
El camino, que contribuyó a una rápida romanización de Istria, partía desde Aquilea y seguía al valle de Vipava, entre la desembocadura del río Vipava, hasta el río Isonzo en Pons Sonti (Gradisca d'Isonzo) y desde la posterior ciudad de Vipava, a través del distrito de Karst hasta Nauporto y Emona (Liubliana), formando un primer itinerario de la ruta del ámbar, que dejaba el territorio romano en Carnuntum. 

## Galería

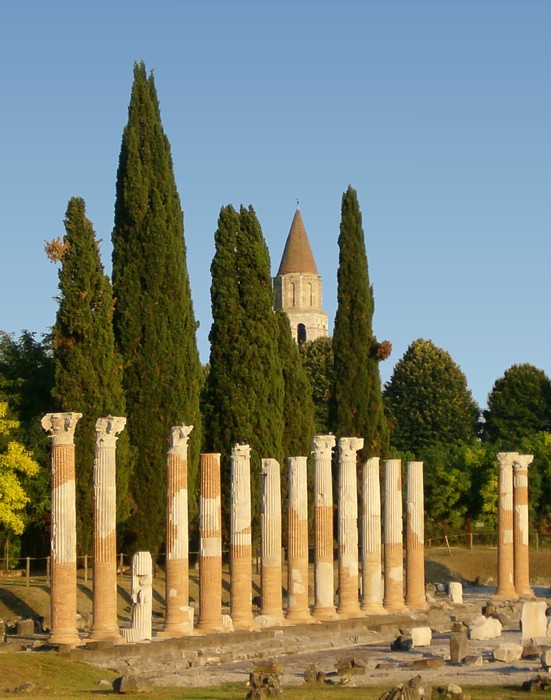
Antiguas columnas romanas en Aquilea
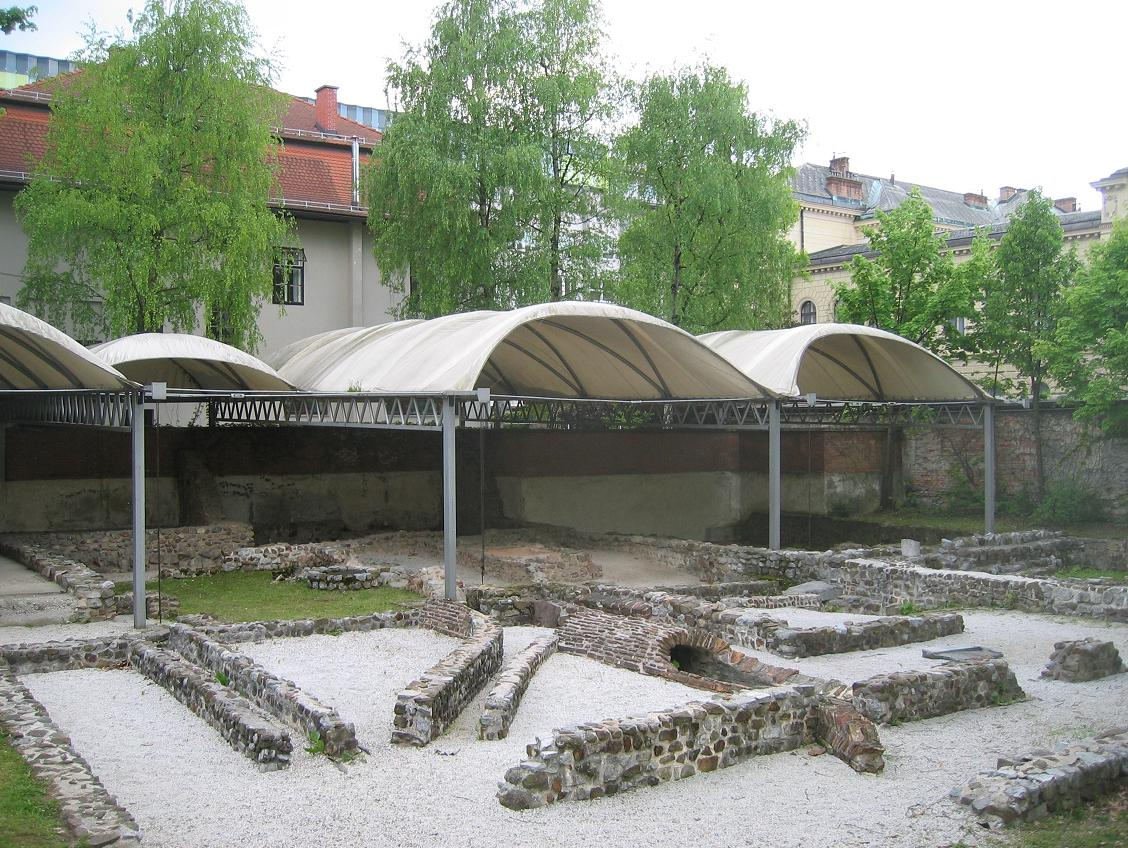
Restos paleocristianos en el centro de Liubliana (antigua Emona)
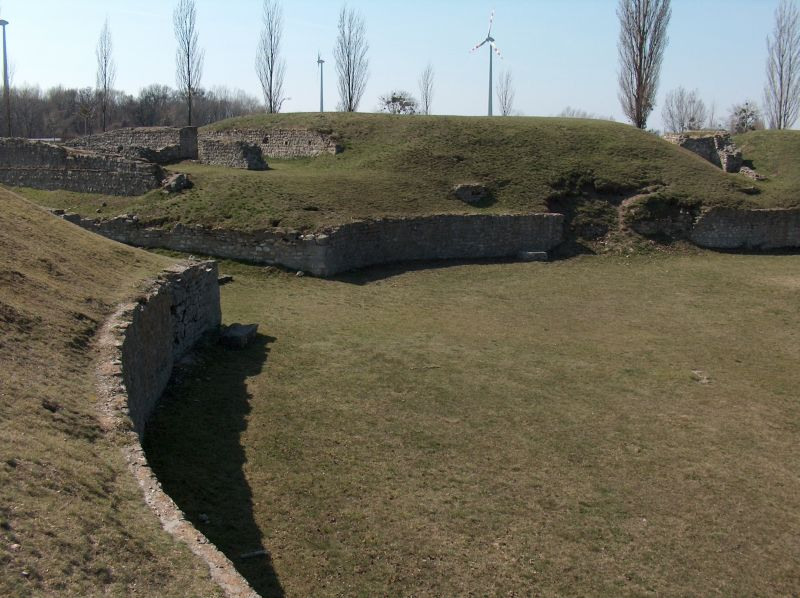
Ruinas del anfiteatro de Carnuntum
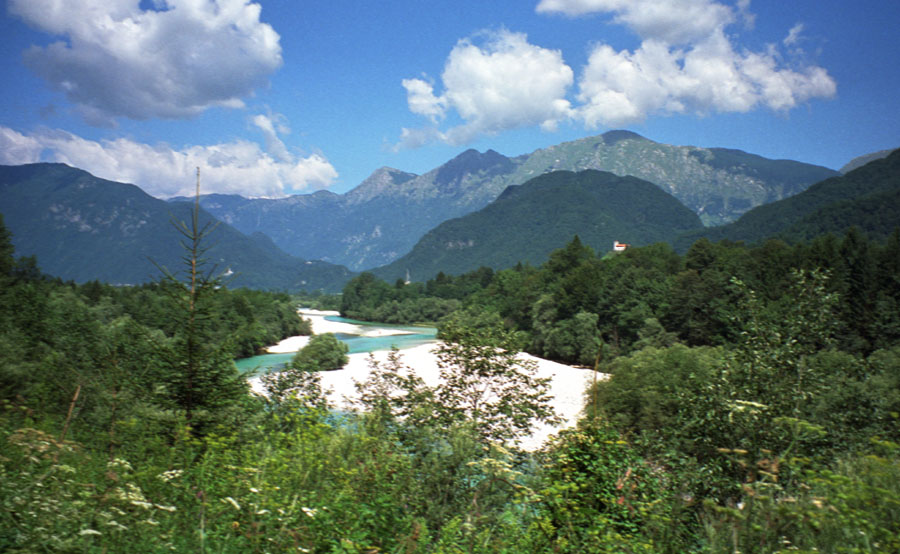
Río Isonzo